# حايمانوت

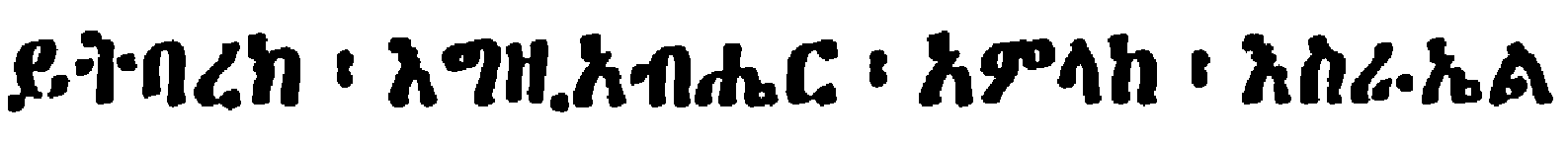
("مبارك الله رب إسرائيل") هي جملة دينية رئيسية.

حايمانوت (بالجعزية: ሃይማኖት)‏ هو فرع من اليهودية الذي يمارسه بيتا إسرائيل، المعروفون أيضًا باليهود الإثيوبيين.
في الجيزية والتغرينية والأمهرية، تعني كلمة حيمانوت "الدين" أو "الإيمان". وهكذا في الأمهرية والتغرينية الحديثة، من الشائع الحديث عن الحيمانوت المسيحي، أو الحيمانوت اليهودي، أو الحيمانوت المسلم، إنما في إسرائيل، يرتبط هذا المصطلح فقط باليهودية.

## القادة الدينيين
- النَّبي، مرتبط بالكلمات العربية والعبرية، والمستخدمة في الكتابة اليهودية والإسلامية للإشارة إلى الأنبياء.
- مونكوسا "راهب"، نسبة إلى الكلمة اليونانية monakhós، والتي تعني "وحيد، منعزل".
- كاهن أو قسيس "كاهن"، هو زعيم روحي، يشبه كوهين ويشبه الحاخام.
- لقا كانيت، "رئيس الكهنة"
- ديبتيرا، رجل مقدس متجول
- شيماجل، شيخ

## النصوص
- الأوريت (من الآرامية "أوريتا" – "التوراة ")، والتي تتكون من أسفار موسى الخمسة (التكوين ، الخروج، اللاويين، العدد، التثنية) وأسفار يشوع والقضاة وراعوث.
- أسفار سليمان الخمسة: مسالياتا سالومون ( أمثال 1–24)، تاغسسا سالومون ( أمثال 25–31)، الجامعة ، حكمة سليمان ، ونشيد الأناشيد .
- وتشمل الكتب الكتابية والملفقة الأخرى: أسفار صموئيل ، أسفار الملوك ، الأنبياء الصغار ، المزامير ، إشعياء ، إرميا [nb 1] ، حزقيال ، دانيال ، أيوب ، سيراخ ، أستير ، يهوديت ، طوبيا ، أسفار أخبار الأيام ، عزرا نحميا ، إسدراس الأول ، إسدراس الثاني ، أسفار المقابيان واليوبيل وأخنوخ .
- تشمل الكتابات الفريدة غير الكتابية ما يلي: وصايا إبراهيم وإسحق ويعقوب وموسى وهارون [nb 2]، ناجارا موسى (محادثة موسى)، تعززا سنباط (وصايا السبت)، أرديت (التلاميذ) )، غورغوريوس (نهاية العالم لغورجوريوس)، باروك (نهاية العالم لباروخ) ، ماصافا سعتات (كتاب الساعات)، فالسفا (الفلاسفة)، أبا إلياس (الأب إيليا)، Mäṣḥafä Mäla'əkt (كتاب الملائكة)، Dərsanä Abrəham Wäsara Bägabs (عظة عن إبراهيم وسارة في مصر)، وGadla Sosna (قصة سوزانا)، و Baqadami Gabra Egzi'abḥēr (في البدء خلق الله).[2]

على النقيض من التيار الرئيسي لليهود الحاخاميين، فإن أتباع يهودية حايمانوت لا يؤمنون بالتوراة الشفهية، ولا بالتلمود المُقنن.

## بيت الصلاة
يُطلق على الكنيس اسم المسجد (مكان العبادة وهو مصطلح عربي إسلامي) أيضًا (البيت المقدس) أو بيت شالوت (بيت الصلاة).

## القوانين الغذائية
وتستند القوانين الغذائية بشكل رئيسي على سفر اللاويين، سفر التثنية واليوبيل:
- حيث تظهر الحيوانات المسموحة والمحرمة وعلاماتها في لاويين 11: 3-8 وتثنية 14: 4-8.
- الطيور المحرمة مدرجة في سفر اللاويين 11: 13-23 وتثنية 14: 12-20.
- علامات الأسماك المسموح بها مكتوبة في لاويين 11: 9-12 وتثنية 14: 9-10.
- الحشرات واليرقات محرمة بحسب سفر اللاويين 11: 41-42.
- الطيور الجارحة محرمة بحسب سفر اللاويين 11: 13-19.
- جد حناشيه محظور حسب تكوين 32:33.
- لا يتم تحضير أو أكل خليط الحليب واللحوم ولكن لا يتم حظره أيضًا: حسب تفسير حايمانوت للآيات خروج 23:19 ، خروج 34:26 و تثنية 14:21 حرفيًا "لا يغلي الجدي في حليب أمه" (مثل القرائين). وفي الوقت الحاضر، تحت التأثير الربانية اليهودية، يُحظر خلط منتجات الألبان باللحوم.

مُنع اليهود الإثيوبيون من تناول طعام غير اليهود، الكاهن يأكل فقط اللحوم التي يذبحها بنفسه، ثم يقوم مضيفوه بإعدادها له ولأنفسهم. تم نبذ بيتا إسرائيل الذي كسر هذه المحرمات واضطر إلى الخضوع لعملية تطهير، وشملت التطهير الصيام لمدة يوم أو أكثر، وتناول فقط الحمص غير المطبوخ الذي يقدمه الكيس، وطقوس التطهير قبل دخول القرية، على عكس الإثيوبيين الآخرين، لا يأكل بيتا إسرائيل أطباق اللحوم النيئة مثل كيتفو أو نطحه.

## التقويم والأعياد
تقويم بيتا إسرائيل هو تقويم قمري مدته 12 شهرًا، كل 29 أو 30 يومًا بالتناوب. حيث تعد كل أربع سنوات هناك سنة كبيسة تضيف شهرًا كاملاً (30 يومًا). التقويم عبارة عن مزيج من التقويم القديم ليهود الإسكندرية، وكتاب اليوبيلات، وكتاب أخنوخ، وأبو شاكر، والتقويم الإثيوبي. يتم حساب السنوات حسب عد كوشتا "1571 ليسوع المسيح، 7071 للغجر و 6642 للعبرانيين"، وبحسب هذا التاريخ أيّ سنة 5782 (بالعبرية: ה'תשע"א‏) في التقويم العبري هو العام 7082 في هذا التقويم.
العطل في الحيمانوت مقسمة إلى يومية وشهرية وسنوية، العطلة السنوية حسب الشهر هي:
- نيسان : بعل لسان (عطلة نيسان - رأس السنة) في 1، يكون صوما فاسيكا (صوم عيد الفصح)، في 14، فاسيكا (عيد الفصح اليهودي) بين 15 - 21، غادفات (زيادة الدهون) أو بوهو (عجين مخمر)
- أيار : فاسيكا آخر (الفصح الثاني – بيساك شيني) بين 15 – 21.
- سيفان : سوما معرار (صيام الحصاد) في 11 ومعرار (حصاد – عيد الأسابيع) في 12.
- تموز : صوم توموس (صوم تموز) بين 1 – 10.
- آب : شوما آب بين 1 – 17.
- السبت السابع [الإنجليزية] : ثبت أنه السبت الرابع من الشهر الخامس.[9]
- Elul : عود آميت (تناوب السنة) في 1، صوما إيلول (صوم أيلول) بين 1 – 9، عناكيل أستارعي (الكفارة) في 10 و أسارتو واسمانتو (الثامن عشر) في 28.
- تشري : بعل متقي (عطلة النفخ – زخرون ترو ) في 1، أستاسريو (يوم الكفارة – يوم الغفران ) في 10 وبعلة مسلات (عيد المظال – عيد العرش ) بين 15 – 21.
- ششفان : عطلة اليوم الذي رأى فيه موسى وجه الله حسب المعتقد اليهودي يوم الأول من ششفان، عيد استقبال موسى من قبل بني إسرائيل يوم 10، صوم يوم 12 وميللا (الدعاء - السجد) يوم 29.
- كيسليف : سوما معرار ومعرار آخران في 11 و 12 على التوالي.
- تفيت : صوما تبت (تفيت سريع) بين 1 – 10.
- شيفات : واماشي بروبو على 1.
- أدار : صوم أستير (صوم أستير – تعنيت أستير) بين 11 – 13.

العطلات الشهرية هي في الأساس أيام تذكارية للعطلة السنوية، وهي "مهرجان القمر الجديد" في اليوم الأول من كل شهر،("العشرة") في اليوم العاشر لإحياء ذكرى يوم الغفران، ("الاثنا عشر") في اليوم الثاني عشر لإحياء ذكرى شفوت، ("خمسة عشر") في اليوم الخامس عشر لإحياء ذكرى عيد الفصح وسوكوت، وصيام في اليوم الأخير من كل شهر. تشمل العطلات اليومية صوما سانو (صيام الاثنين)، صوما آموس (صيام الخميس)، صوما عارب (صيام الجمعة) والسنبات المقدسة جدًا (السبت).

## الرهبنة
كانت بيتا إسرائيل في إثيوبيا المجموعة اليهودية الحديثة الوحيدة ذات التقليد الرهباني حيث عاش الرهبان منفصلين عن القرى اليهودية في الأديرة، كان هذا التقليد الرهباني الجماعي موجودًا حتى منتصف القرن العشرين.

## ملحوظات

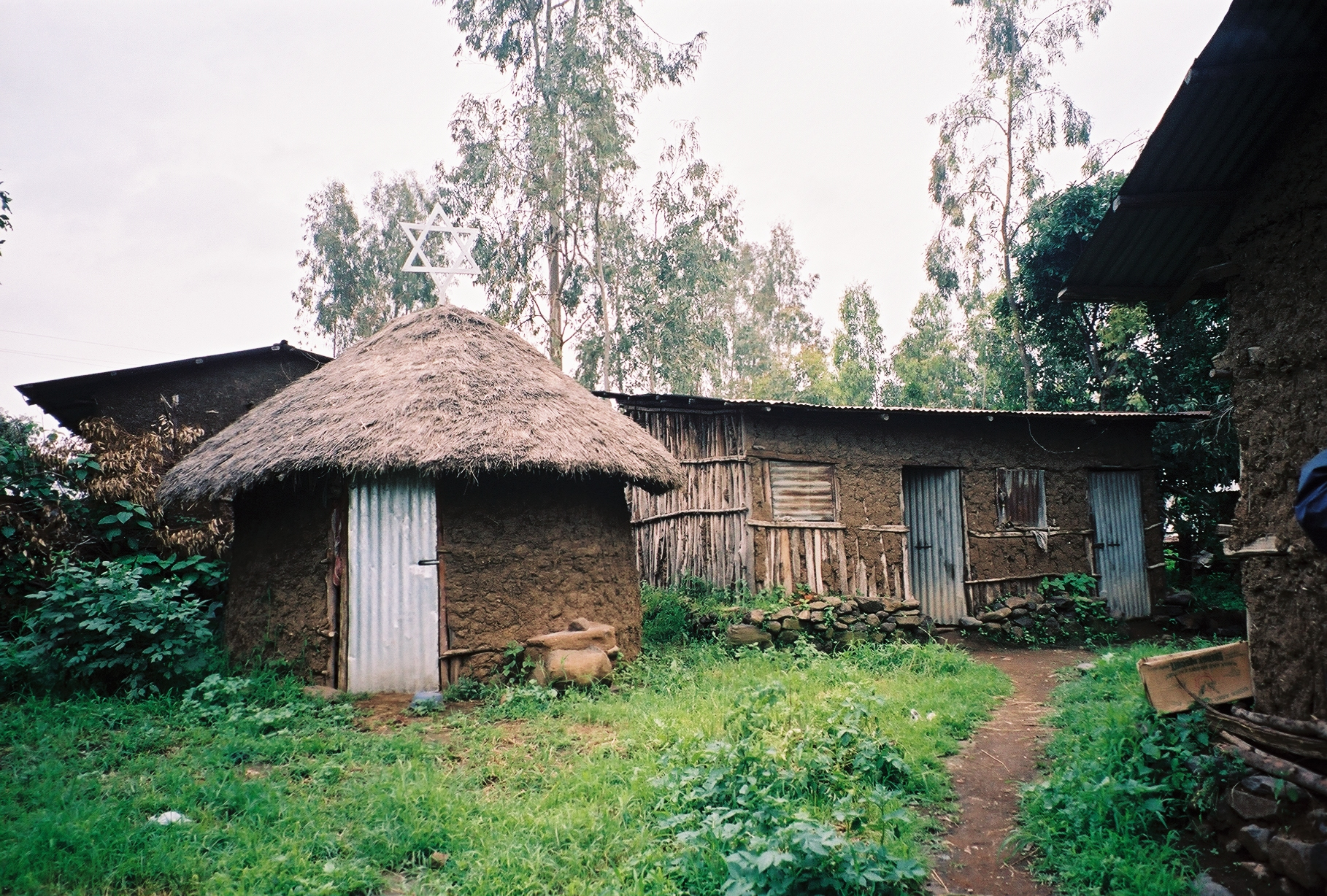
كنيس يهودي في قرية ووليكا في إثيوبيا
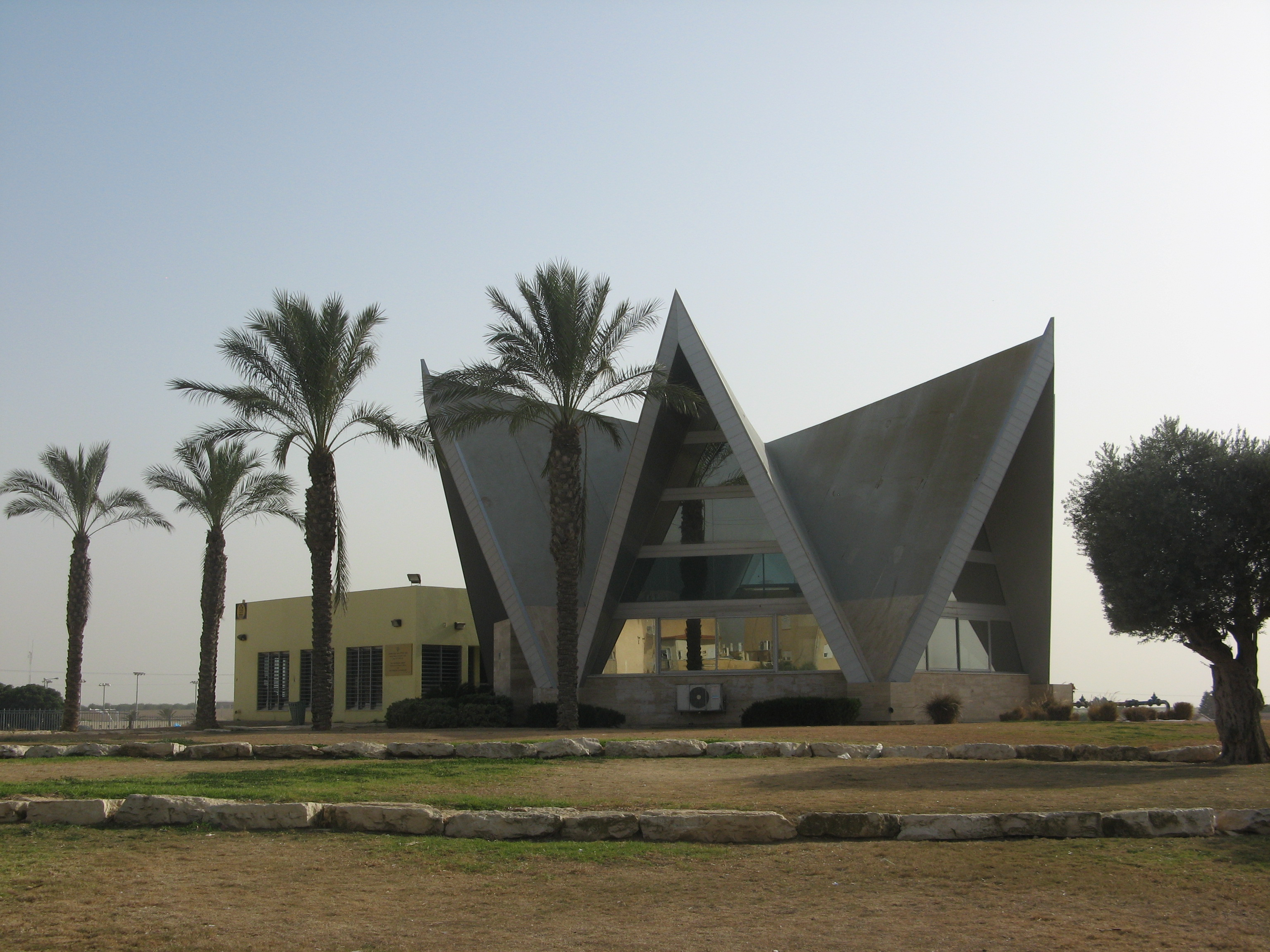
الكنيس الحديث في مدينة نتيفوت في إسرائيل
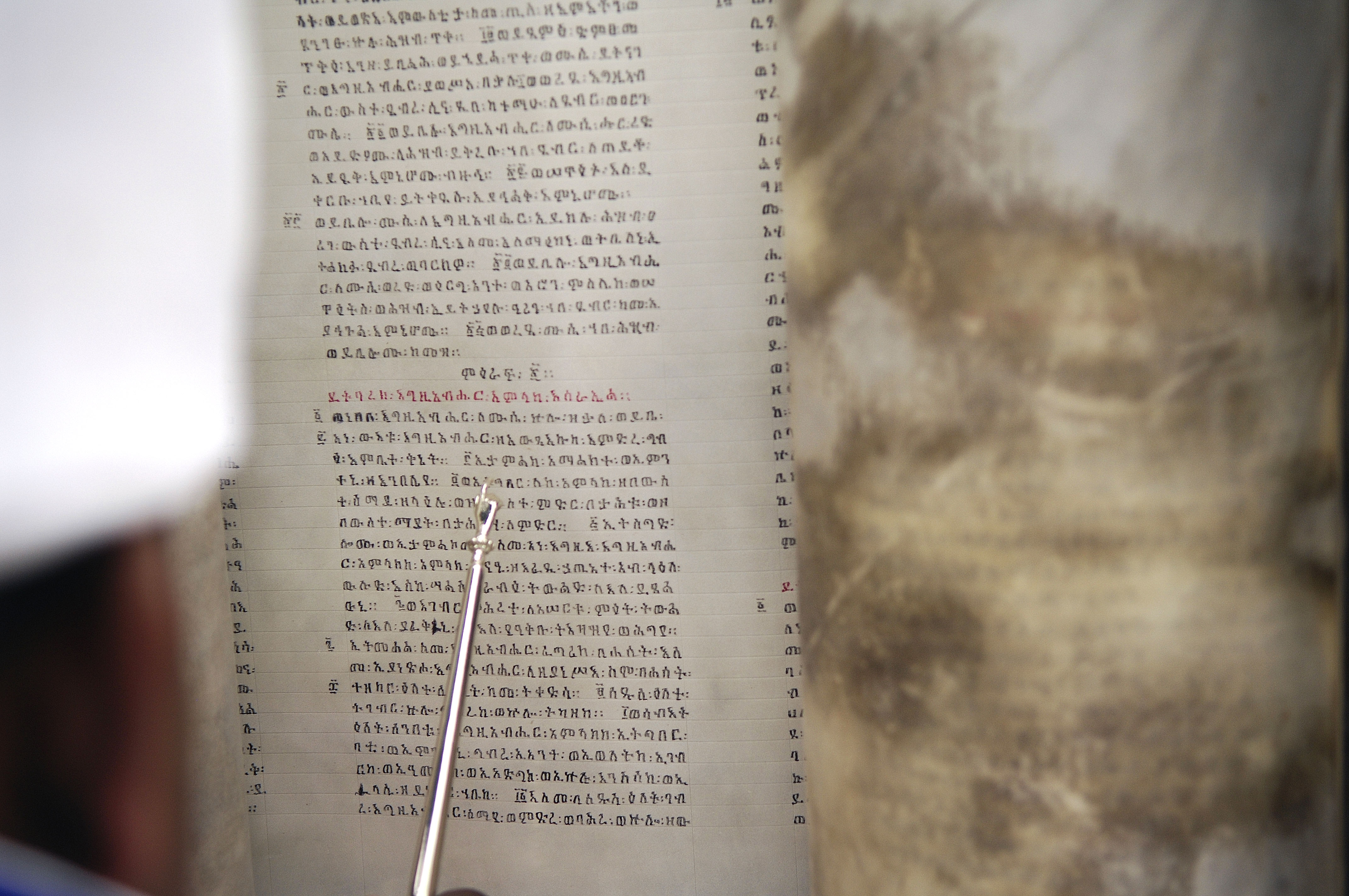
قراءة كاهن من الأوريت
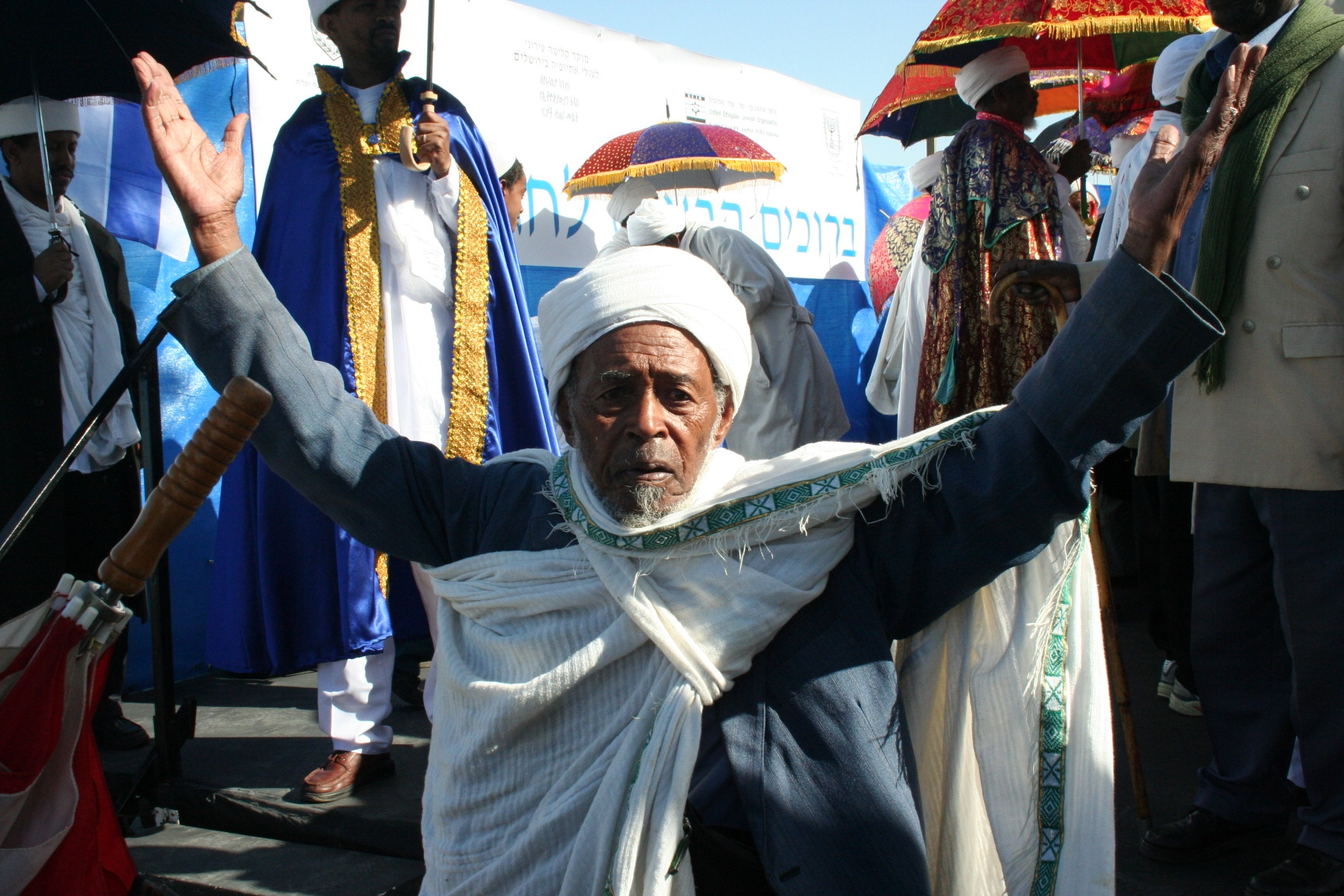
كاهن يحتفل بيوم السجد في القدس، 2008